# Ayad Fayid al Rawi
Ayad Fayid al Rawi (Rawa, 1 de enero de 1942-Bagdad, 18 de mayo de 2018) fue un general de la Guardia Republicana Iraquí (GRI) que más tarde se desempeñó como jefe de los fedayines de Sadam Huseín, presidente de ese país. Inició su servicio en el ejército como oficial en una unidad blindada, más adelante luchó en la guerra Irán-Irak (1980-1988) recibiendo numerosas medallas y fue herido en acción.

## Biografía
Al Rawi nació en Rawa en 1942, y murió de un accidente cerebrovascular en Bagdad el 18 de mayo de 2018.

### Guerra Irán-Irak
Sirvió como comandante de las fuerzas de la Guardia Republicana en la segunda batalla de Al Fao, que comprendió el 60 % de las fuerzas desplegadas.
Durante su entrevista con el Proyecto Perspectivas Iraquí, Al Rawi fue nombrado por Raad al Hamdani como uno de los pocos comandantes de primera clase. Hamdani listó a al-Rawi como una de las pocas razones por las que los intentos de Hussein Kamel al-Majid para mejorar la calidad de la Guardia Republicana en la guerra entre Irán e Irak tuvieron éxito.

### Carrera posterior
Al Rawi llegó a ser gobernador de las gobernaciones de Bagdad y Tamim, actual Kirkuk.
Posteriormente, se convirtió en jefe del Estado Mayor del Ejército Voluntario de Al Quds, una fuerza paramilitar creada a principios de 2001 en respuesta al inicio de la Segunda Intifada. El objetivo de la fuerza era aparentemente derrotar a Israel y liberar Palestina y Jerusalén, y se declaró que estaba compuesta por unas 21 divisiones y 7 millones de iraquíes, aunque en realidad era pequeña, ineficaz y, en gran medida, una maniobra propagandística para mostrar apoyo a los palestinos.
Antes de la invasión de Irak de 2003, al Rawi figuraba en una lista de personas sancionadas.

### Invasión y consecuencias
Al Rawi fue arrestado el 4 de junio de 2003, tras la invasión de Irak liderada por Estados Unidos. Ocupaba el puesto número 30 en la lista de los 55 más buscados del Comando Central, y aparecía como el siete de tréboles en las cartas de los iraquíes más buscados. A pesar de su supuesto tamaño, el Ejército Al Quds prácticamente no tuvo ningún papel en la guerra.
En 2008, al Rawi fue condenado a cadena perpetua por crímenes de guerra cometidos durante la represión de los levantamientos de 1991 en Irak. Murió en prisión en 2018.